# Pozdní paleolit
Jako pozdní paleolit je označováno krátké závěrečné období paleolitu na přelomu pleistocénu a holocénu, kdy se začínají šířit borobřezové porosty (počátky práce se dřevem naznačuje výskyt hrubotvaré složky kamenné industrie - valounových sekáčů apod.)
Kolísající, stále ještě málo příznivé klima i příroda dovolily obživu jen nevelkému počtu pohyblivých loveckých skupin, zčásti zřejmě navazujících na předchozí domácí osídlení. Nejvýraznější kultury pozdního paleolitu jsou natúfien ve východním Středomoří, capsien v severní Africe, azilien na území hlavně Francie, creswellien ve Spojeném království a tišnovien v Česku.